# Wladimir Antonowitsch Tschischewski
Wladimir Antonowitsch Tschischewski (russisch Владимир Антонович Чижевский; * 30. Märzjul. / 11. April 1899greg. in Kaunas; † 1972 in Moskau) war ein sowjetischer Luftfahrtingenieur.

## Leben
Tschischewski stammte aus einer adligen Familie und besuchte eine Junkerschule bis zur Oktoberrevolution. Er trat dann als Freiwilliger in die Rote Armee ein und war am Russischen Bürgerkrieg beteiligt. 1919–1926 studierte er in Moskau an der Militärakademie für Ingenieure der Luftstreitkräfte „Prof. N. J. Schukowski“.
Ab 1928 arbeitete Tschischewski im Moskauer Zentralen Aerohydrodynamischen Institut (ZAGI). 1931–1938 war er dort Chef des Büros für Sonderkonstruktionen (BOK), Brigadechef im Zentralen Konstruktionsbüro (ZKB) und Hauptkonstrukteur der Flugzeugfabrik Nr. 35 des Volkskommissariats für Luftfahrtindustrie (NKAP) in Smolensk. Er entwickelte die Kapseln für die ersten sowjetischen Stratosphärenballone Ossoawiachim-1 und UdSSR-1 sowie die Flugzeuge BOK-1, BOK-5, BOK-7 und BOK-15.
1939 wurde Tschischewski wie viele andere Flugzeugkonstrukteure vom NKWD verhaftet und in dem gefängnisartigen Konstruktionsbüro Scharaschka des NKWD untergebracht. Bis 1941 arbeitete er im Zentralen Konstruktionsbüro ZKB-29 des NKWD in Andrei Nikolajewitsch Tupolews Brigade. Nach der Freilassung der Flugzeugkonstrukteure arbeitete Tschischewski im OKB Tupolew in Moskau und war an den dortigen Entwicklungen beteiligt. 1949 wurde er rehabilitiert.

## Ehrungen, Preise
- Orden des Vaterländischen Krieges I. Klasse (1947)[1]
- Stalinpreis I. Klasse (1949)[1]
- Leninorden (dreimal)[1]
- Orden des Roten Sterns (dreimal)[1]